# Parafia św. Męczenników Jana i Pawła w Mikołajewie
Parafia świętych Męczenników Jana i Pawła w Mikołajewie – parafia rzymskokatolicka, znajdująca się w diecezji łowickiej, w dekanacie Sochaczew – św. Wawrzyńca. 

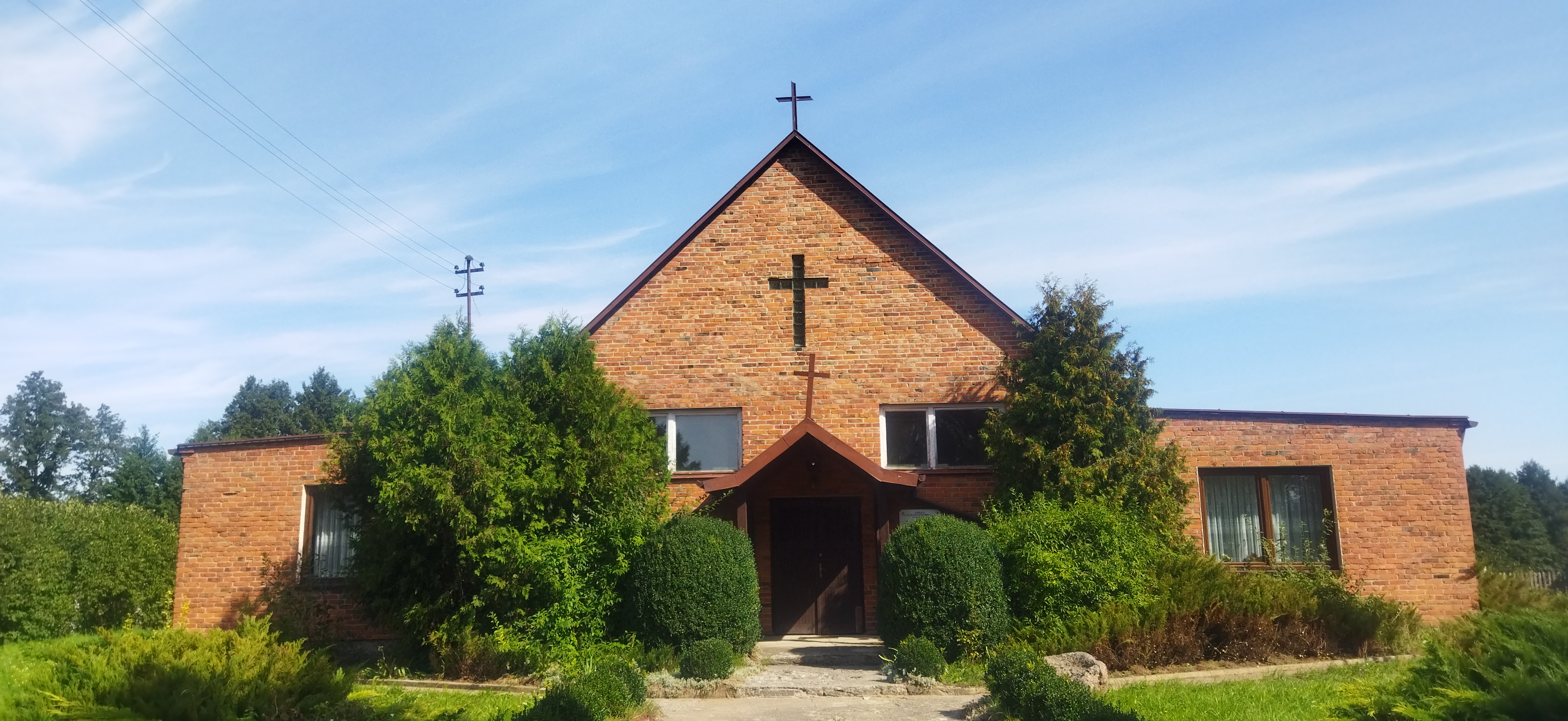
Filia w Nowym Białyninie.